# Ионол
Ионол, бутилгидрокситолуол, дибунол, агидол-1, BHT — 2,6-дитретбутил-4-метилфенол, липофильное органическое вещество, представитель класса фенолов, широко использующееся в химической промышленности в качестве антиоксиданта.

## Получение
Ионол получают по реакции Фриделя — Крафтса алкилированием п-крезола изобутиленом:
Также может быть получен алкилированием в отсутствие кислотных катализаторов.

## Свойства и применение
Технический ионол — порошок жёлтого цвета, в чистом виде — белый порошок. Применяется в качестве антиоксиданта в производстве пищевых продуктов (пищевая добавка E321), смазочных масел, каучуков, пластмасс и др. Также является исходным соединением для синтеза различных производных пространственно затруднённых фенолов, многие из которых обладают биологической активностью или находят применение в промышленности. Хорошо растворяется в изопентане, бензоле, спирте, ацетоне, сложных эфирах, жирах. Нерастворим в воде и 10%-м растворе едкого натра.

## Механизм действия
По химическим свойствам ионол является синтетическим аналогом витамина E, подавляя автокаталитические процессы радикального окисления. Ионол является донором атома водорода, превращая пероксидные радикалы в гидропероксиды:
{\displaystyle {\mathsf {ROO\cdot +ArOH\rightarrow ROOH+ArO\cdot }}}
{\displaystyle {\mathsf {ROO\cdot +ArO\cdot \rightarrow P}}}
где R — алкильная или арильная группа, ArOH — ионол или аналогичный фенольный антиоксидант, P — нерадикальные и неактивные продукты окисления фенола.
Каждая молекула ионола деактивирует две молекулы пероксидных радикалов.

## Безопасность
Ведутся дебаты о связи ионола с риском развития рака. Некоторые исследования показывают повышение, а некоторые — понижение риска. Поступление в организм малых доз ионола и бутилированого гидроксианизола (BHA) с пищей может иметь положительный эффект, защищая от вредных веществ.

## В медицине
Благодаря возможности нейтрализовывать свободные радикалы и прерывать цепные реакции с участием свободных радикалов, 5%-й линимент дибунола широко применялся в качестве наружнего противоожогового и противовоспалительного средства. Дибунол также успешно применялся для лечения некоторых видов рака, лучевых и трофических поражений кожи и слизистых оболочек и т. д. В настоящее время не выпускается.
Ионол также является компонентом ректальных суппозиториев.